# 辻田佳一
辻田 佳一（つじた けいいち、1984年7月19日 - ）は、熊本県熊本市出身のプロポケットビリヤードプレイヤー。愛称は「つじP」。日本プロポケットビリヤード連盟 九州支部所属のプロビリヤード選手(第44期生) 。福岡を拠点にビリヤードの普及活動に取り組む自称ビリヤード広報員。

## 経歴
2001年当時最年少16歳でプロ入り。
当時の所属団体JBC(日本ビリヤード機構)の休止と自身の都合により退会、2年後に現所属団体JPBAプロテストに合格後2013年2月に「福岡ビリヤードスクール」設立、現在に至る。

## 戦績

### 2009年
- 東海ナインボールグランプリ ベストアマ
- 奈良エキサイトオープン 5位タイ
- JAPAマスターズ 優勝
  - 【JAPAマスターズ優勝により九州初アマチュアタイトルホルダー】

### 2010年
- プロテスト合格（JPBA）
- JPBAグランプリウェスト第1戦 5位タイ
- 兵庫オープン 9位タイ
- JPBAオープン 準優勝

### 2011年
- 九州ペアマッチ大会 準優勝
- 震災チャリティ福岡県大会 優勝
- 全日本オープンローテーション選手権 9位タイ
- JPBAグランプリウェスト第5戦 5位タイ
- OPBAオープン 5位タイ
- FRCオープン 3位タイ

### 2012年
- 京都オープン 3位タイ
- FRCオープン 3位タイ
- KPAオープン 3位タイ
- 東海グランプリ 9位タイ
- SRAオープン 優勝

### 2013年
- FRCオープン 準優勝
- KPAオープン 優勝

### 2014年～2016年
no entry

### 2017年
- 四国オープン 5位タイ

## 出演

### ラジオ・インターネット同時放送
- COMI×TEN「好いとうよ Zero-dash」（2014年1月9日-2014年3月27日、FM 77.7MHz・Ustream - コミュニティラジオ天神）